# Carlo Donat-Cattin

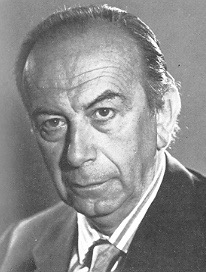
Carlo Donat-Cattin

Carlo Donat-Cattin (* 26. Juni 1919 in Finale Ligure, Provinz Savona; † 18. März 1991 in Cremona, Monaco) war ein italienischer Politiker der Democrazia Cristiana (DC), der zwischen 1958 und 1979 Mitglied der Abgeordnetenkammer (Camera dei deputati) und anschließend von 1979 bis 1983 sowie erneut von 1984 bis zu seinem Tode 1991 Mitglied des Senats (Senato della Repubblica) war. Er bekleidete mehrere Ministerämter in verschiedenen Regierungen und war unter anderem zwischen 1986 und 1989 Gesundheitsminister.

## Leben

### Abgeordneter und Unterstaatssekretär
Donat-Cattin war Journalist und wurde als Kandidat der Democrazia Cristiana (DC) bei den Wahlen vom 25. Mai 1958 erstmals zum Mitglied der Abgeordnetenkammer (Camera dei deputati) gewählt, der er mehr als zwanzig Jahre lang bis zu den Wahlen vom 27. Juni 1979 angehörte. Während seiner Parlamentszugehörigkeit war er in der dritten Legislaturperiode von Juni 1958 bis Mai 1963 Mitglied des Ausschusses für Arbeit, soziale Unterstützung und Vorsorge sowie Zusammenarbeit. In der vierten Legislaturperiode gehörte er zwischen Juli 1963 und Januar 1965 dem Ausschuss für auswärtige Angelegenheiten und Auswanderung an.
Sein erstes Regierungsamt bekleidete er vom 8. Dezember 1963 bis zum 24. Juni 1968 als Unterstaatssekretär im Ministerium für staatliche Beteiligungen (Sottosegretario di Stato alle Partecipazioni Statali) im ersten, zweiten und dritten Kabinett Moro. Während der fünften Legislaturperiode war er von Juli 1968 bis August 1969 wieder Mitglied des Ausschusses für auswärtige Angelegenheiten und Auswanderung. Zugleich war er in der fünften, sechsten und siebten Legislaturperiode von Juli 1968 bis Juni 1979 Mitglied des Ausschusses für Haushalt, Programme und staatliche Beteiligungen.

### Minister
Am 5. August 1969 wurde Donat-Cattin von Ministerpräsident Mariano Rumor in dessen zweites Kabinett als Minister für Arbeit und Sozialversicherung (Ministro del Lavoro e della Previdenza Sociale) erstmals in ein Ministeramt berufen. Dieses Amt bekleidete er auch im dritten Kabinett Rumor, Kabinett Colombo sowie im ersten Kabinett Andreotti bis zum 26. Juni 1972. In der sechsten Legislaturperiode war er im Juli 1972 kurzzeitig Vorsitzender des Ausschusses für Haushalt, Programme und staatliche Beteiligungen. Im vierten Kabinett Rumor bekleidete er zwischen dem 7. Juli 1973 und dem 14. März 1974 das Amt eines Ministers ohne Geschäftsbereich für Sondermaßnahmen in Süditalien (Ministro senza Portafoglio con delega per gli interventi straordinari nel Mezzogiorno).
Im vierten und fünften Kabinett Moro sowie im dritten und vierten Kabinett Andreotti fungierte Donat-Cattin vom 23. November 1974 bis zum 25. November 1978 als Minister für Industrie, Handel und Handwerk (Ministro dell’Industria, Commercio e Artigianato).

### Senator und Gesundheitsminister
Nach seinem Ausscheiden aus der Abgeordnetenkammer wurde Donat-Cattin am 3. Juni 1979 Mitglied des Senats (Senato della Repubblica) und vertrat in diesem zunächst bis zum 11. Juli 1983 die Interessen der Region Piemont. Während dieser achten Legislaturperiode war er von Juli 1979 bis Juli 1983 Mitglied des Ausschusses für Finanzen und Schatz. Nach dem Rücktritt von Giuseppe Miroglio wurde er am 15. Februar 1984 abermals Mitglied des Senats und war in dieser neunten Legislaturperiode von Februar 1984 bis September 1986 wieder Mitglied des Haushaltsausschusses.
Am 1. August 1986 übernahm Donat-Cattin im zweiten Kabinett Craxi das Amt des Gesundheitsministers (Ministro della Sanità) und hatte dieses auch im sechsten Kabinett Fanfani, Kabinett Goria sowie im Kabinett De Mita bis zum 22. Juli 1989 inne. Zugleich war er in der neunten Legislaturperiode von September 1986 bis Juli 1987 Mitglied des Senatsausschusses für Hygiene und Gesundheit. Während der darauf folgenden zehnten Legislaturperiode gehörte er von August 1987 bis zu seinem Tode am 18. März 1991 dem Senatsausschuss für Arbeit und Sozialversicherung als Mitglied an. Zuletzt bekleidete er im sechsten Kabinett Andreotti vom 22. Juli 1989 bis zu seinem Tode am 18. März 1991 abermals das Amt des Ministers für Minister für Arbeit und Sozialversicherung.

### Sonstiges
Carlo Donat-Cattin war eine der führenden Gestalten der Forze nuove, einer christsozial ausgerichteten Strömung innerhalb der Democrazia Cristiana (ungefähr vergleichbar den CDA in Deutschland).
Er war eng mit dem Rektor der Päpstlichen Universität der Salesianer (UPS), der Ordenshochschule der Salesianer Don Boscos in Rom, befreundet, Tarcisio Bertone, der später Kardinalstaatssekretär und die rechte Hand Papst Benedikt XVI. war.
Nach seinem Tode wurde Donat-Cattin auf dem Cimitero monumentale di Torino in Turin beigesetzt. Sein Sohn Marco Donat-Cattin gehörte unter dem Decknamen Comandante Alberto der linksextremistischen Terrororganisation Prima Linea (PL) an.